# Провулок Євгена Коновальця (Дніпро)

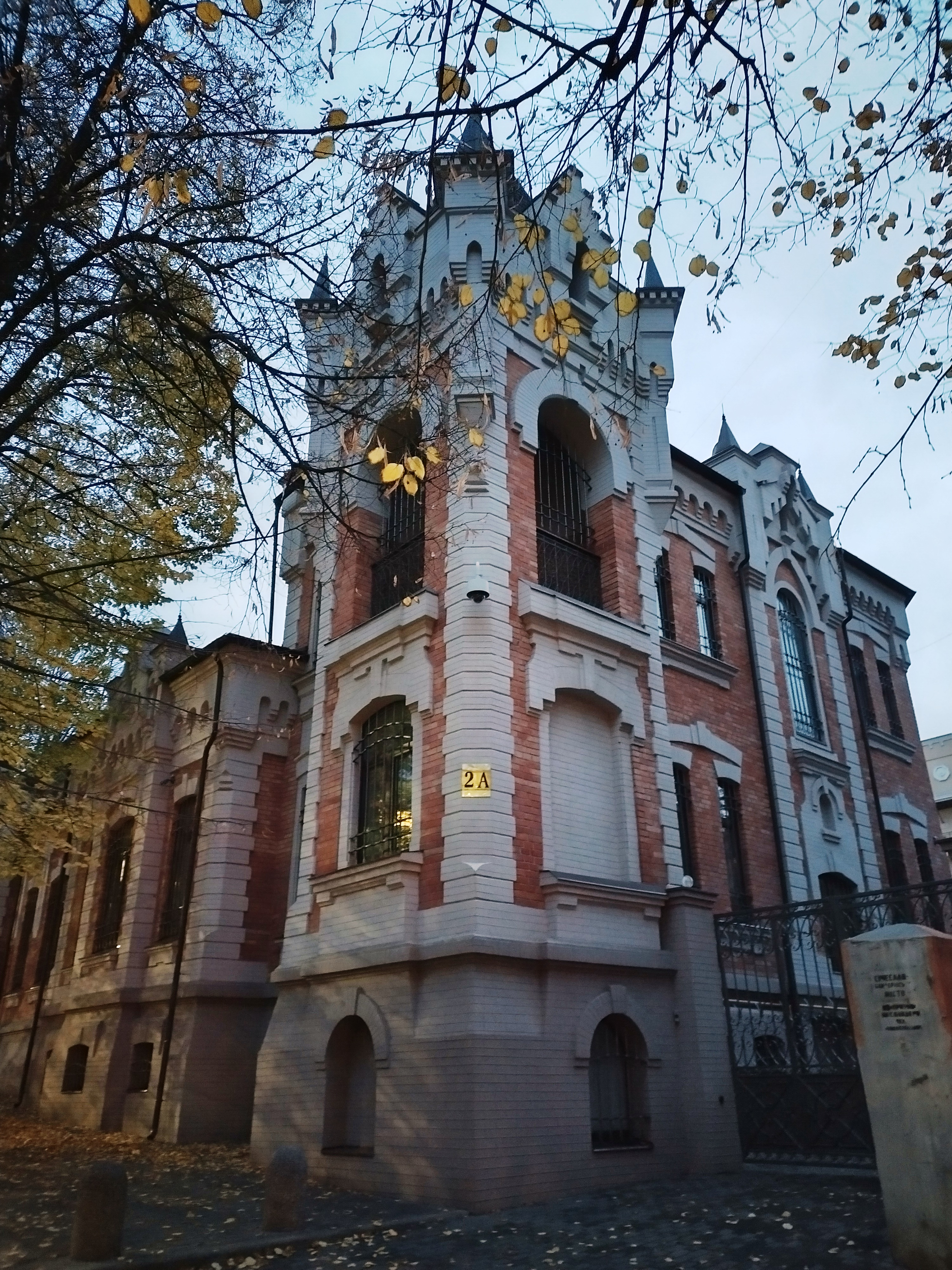
Провулок Євгена Коновальця, 2а

Провулок Євгена Коновальця — провулок в Соборному адміністративному районі міста Дніпро. Розташований на північній стороні верхнього плато Соборної гори. Провулок Коновальця починається від вулиці Вернадського та піднімається на південний схід, дещо переламується уліво після вулиці Єфремова у закінчується у північному куті Соборної площі. Довжина вулиці - 350 метрів.

## Історія
Струківський провулок (також Стручківський) було названо так тому, що від Соборної площі вів до особняка однієї з головних дворянських прізвищ Катеринославщини — Струкових на вулиці Новодворянской — в приміщенні особняка зараз розміщується дитячий садок біля Житлового комплексу «Башти» на вулиці Володимира Вернадського. Струковський палац був резиденцією Катеринославських губернаторів й консульством Франції, а за радянської влади — житлом для партійного керівництва Дніпропетровської області.
У 1923 року Струківський провулок було перейменовано більшовицькою владою на провулок Урицького на честь вбитого 1918 року за влаштування «червоного терору» у Петрограді російського революціонера українського єврейського походження, голови Петроградської Надзвичайної комісії (ЧК) Мойсея Соломоновича Урицького.

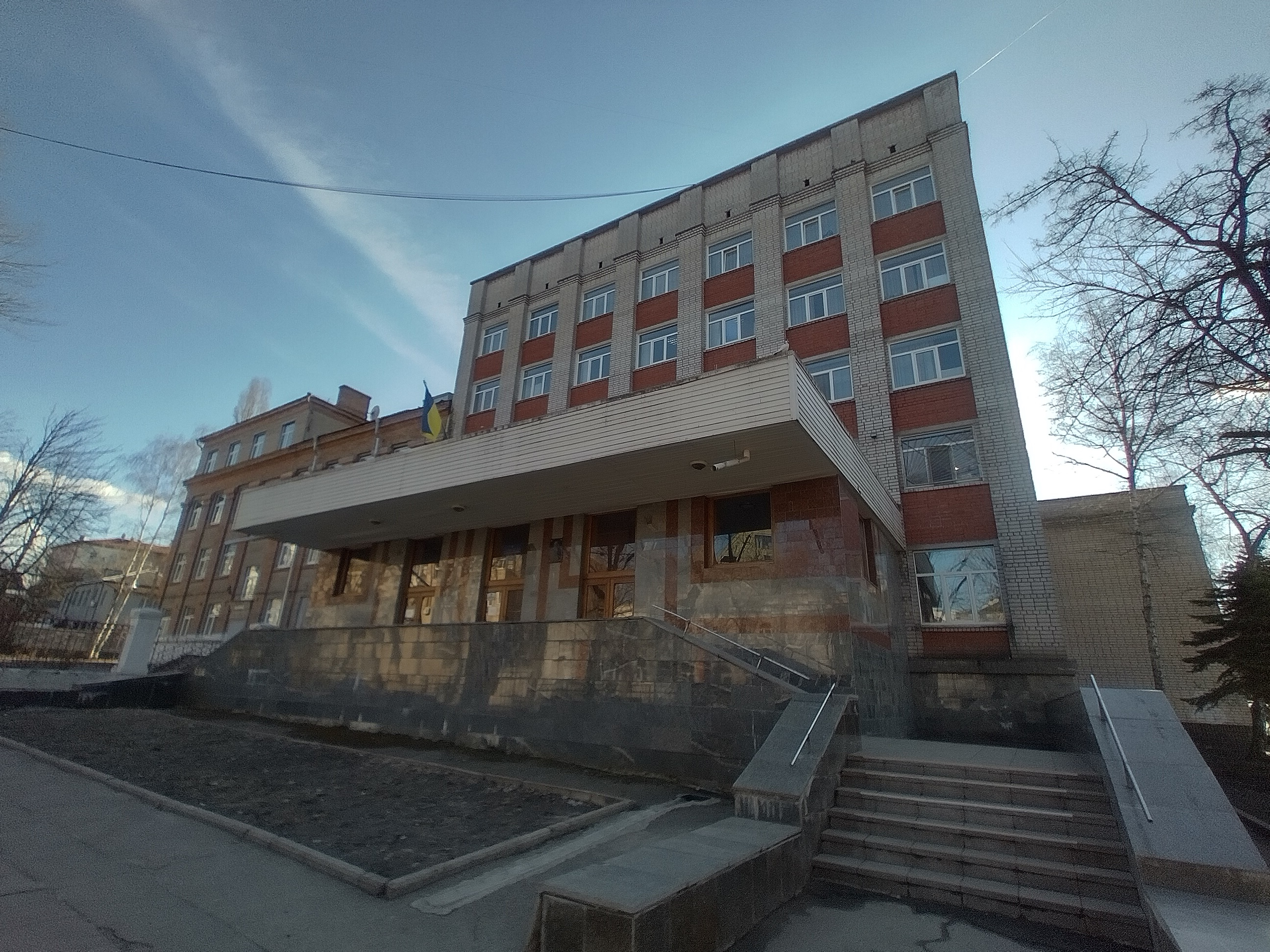
КЗО "Спеціалізована школа № 67 еколого-економічного профілю"

У 2015 році свою нову назву провулок отримав в період декомунізації. Перейменований на честь Коновальця Євгена Михайловича (1891—1938) — полковника Армії УНР, командира Січових Стрільців, члена Стрілецької Ради, команданта УВО, голови Проводу українських націоналістів (1927), першого голови ОУН (з 1929), одного із ідеологів українського націоналізму.

## Перехресні вулиці
- площа Соборна;
- вулиця Сергія Єфремова;
- вулиця Володимира Вернадського;
- вулиця Володимира Винниченка.

## Будівлі
- № 6 — загальноосвітня школа № 67 (колишня "обкомівська"),
- № 6а — продуктовий магазин «Планета»,
- № 10 — Салон краси,
- № 11 — ресторан «Абажур»,
- № 13 — магазин алкоголю «Шаі».